# Bandes de Piémont
 (octobre 2024).
Au sein des régiments français d'Ancien Régime, les bandes de Piémont, également appelées bandes au-delà des monts, font partie, en France, des premières unités de fantassins permanentes et soldées, copiées sur le modèle des bandes suisses.

## Colonels
Les principaux officiers qui ont commandé en chef les « bandes de là les monts », sont : 
- 1524 : François de Montgommery, seigneur de Lorges, capitaine-général
- 1527 : Charles de Coucis, seigneur de Burie, capitaine-général[1]
- 22 mai 1542 : Charles de Cossé, seigneur de Brissac, capitaine et colonel-général par commission
- 1er mai 1543 : Jean de Thais, capitaine et colonel-général par commission
- 29 avril 1547 : François Gouffier, seigneur de Bonnivet, premier colonel-général en titre d'office
- 14 novembre 1556 : François de Vendôme, vidame de Chartres
- 17 août 1558 : Louis de Bourbon, prince de Condé
- 3 octobre 1561 : Timoléon de Cossé, comte de Brissac

Le 28 mai 1569, la charge de colonel-général de l'infanterie delà les monts est confondue avec la charge de colonel-général de l'infanterie deçà les monts. Charles de Coucis, seigneur de Burie (1491-1565) Lieutenant général du roi en Guyenne[pas clair].

## Historique
En avril 1507 de nouvelles bandes françaises, formées par Louis XII, pendant le siège de Gènes, composent le fond des armées d'Italie jusqu'à la paix de 1559. Ces bandes ont leurs quartiers habituels dans les places du Piémont d'où leur est venu le nom de « bandes de Piémont » (également appelées « bandes au-delà des monts ») qui les distingue des autres bandes françaises (également appelées bandes en deçà des monts).
Elles se subdivisent en :
- bandes de Piémont proprement dites
- bandes de Dauphiné
- bandes de Provence
- bandes de Languedoc
- bandes de Guyenne
- bandes de Montferrat
- bandes de Sienne
- etc.

En 1544, une partie de ces bandes passe à l'armée de Picardie avec Jean de Thais.
En 1552, un autre détachement est appelé en France pour l'expédition de Metz.
En 1557, un troisième détachement arrive avec François duc de Guise.
En 1559, un quatrième détachement arrive avec M. de Remolles
Toutes ces bandes se sont successivement fondues avec les bandes deçà les monts ou de Picardie.
En 1562, dix enseignes, restées les dernières en Piémont rentrent et forment le régiment de Brissac qui deviendra le régiment de Piémont.